# Club de Rugby La Vila
El Club de Rugby La Vila és un club de rugby de la ciutat de La Vila Joiosa (Marina Baixa), que juga en la Divisió d'Honor espanyola que és la màxima categoria del rugby d'aquest Estat. El color de l'equip és el blanc i blau per als partits locals, i el blanc per als quals juga de visitant. L'estadi on juga com local és el Camp del Pantà.
La temporada 2017-18 va aconseguir la permanència en Divisió d'Honor un any més amb una meritòria i molt sofrida classificació, després de vàries temporades en divisions inferiors.

## Història
El Club de Rugby La Vila es fundà en l'any 1983 gràcies a la unió d'uns afeccionats al rugby del municipi costaner. Des de la temporada 2006/07, ha sofert un creixement espectacular aconseguint ascendir dues categories fins a aconseguir arribar a la màxima categoria del rugby espanyol, la Divisió d'Honor. En l'any 2008, va poder accedir, per primera vegada en la seva història a aquesta categoria del rugby espanyol, gràcies a un ascens meteòric des de la categoria de Nacional passant una única temporada per la Divisió d'Honor B i aconseguint en eixa temporada l'ascens de categoria, així com, proclamar-se campió d'aquesta divisió.
El 2011 es va proclamar, per primer cop, campió de la Divisió d'Honor. Era el primer equip valencià en imposar-se a la màxima lliga espanyola d'aquest esport des de 1983.
També és destacable que diversos jugadors formats en aquest club han estat internacionals per Espanya al llarg de la seva història. Entre els quals destaca, per la seva vàlua i el seu joc César Sempere.

## Palmarès
- 1 Divisió d'Honor: 2011
- 1 Divisió d'Honor B: 2008
- Subcampió de la Divisió d'Honor: 2010
- Subcampió de la Copa del Rei: 2010